# Кайзорвілл (Нью-Йорк)
Кайзорвілл (англ. Kysorville) — переписна місцевість (CDP) в США, в окрузі Лівінгстон штату Нью-Йорк. Населення — 104 особи (2020).

## Географія
Кайзорвілл розташований за координатами 42°39′10″ пн. ш. 77°47′42″ зх. д. / 42.65278° пн. ш. 77.79500° зх. д. (42.652783, -77.794911).  За даними Бюро перепису населення США в 2010 році переписна місцевість мала площу 2,14 км², уся площа — суходіл.

## Демографія
Згідно з переписом 2010 року, у переписній місцевості мешкало 110 осіб у 43 домогосподарствах у складі 32 родин. Густота населення становила 51 особа/км².  Було 44 помешкання (21/км²).
Расовий склад населення:
| - 95,5 % — білих - 4,5 % — чорних або афроамериканців |

До двох чи більше рас належало 0,0 %. Частка іспаномовних становила 0,0 % від усіх жителів.
За віковим діапазоном населення розподілялося таким чином: 21,8 % — особи молодші 18 років, 67,3 % — особи у віці 18—64 років, 10,9 % — особи у віці 65 років та старші. Медіана віку мешканця становила 34,0 року. На 100 осіб жіночої статі у переписній місцевості припадало 96,4 чоловіків;  на 100 жінок у віці від 18 років та старших — 91,1 чоловіків також старших 18 років.
Середній дохід на одне домашнє господарство  становив 61 594 долари США (медіана — 60 694), а середній дохід на одну сім'ю — 69 287 доларів (медіана — 63 750). За межею бідності перебувало 45,0 % осіб, у тому числі 88,9 % дітей у віці до 18 років та 0,0 % осіб у віці 65 років та старших.
Цивільне працевлаштоване населення становило 65 осіб. Основні галузі зайнятості: освіта, охорона здоров'я та соціальна допомога — 36,9 %, виробництво — 18,5 %, будівництво — 15,4 %.